# ماه‌پیما (آپولو)

ماه‌نورد سرنشین‌دار آپولو ۱۷.

ماه‌نورد (LRV) یا خودروی ماه‌پیما نوعی وسیلهٔ جابجایی بود که از آن بر روی سطح ماه استفاده شد.
سه فروند از گردونه‌های ماه‌نشین آپولو خودروهای ماه‌نورد همراه خود داشتند.